# ابوالفضل عمویی
ابوالفضل عمویی (زاده ۱۳۶۰ دامغان) سیاستمدار ایرانی و دستیار ویژه رئیس مجلس شورای اسلامی در امور بین‌الملل، از ۲۰ آبان ۱۴۰۳ است. وی نماینده مجلس یازدهم و سخنگوی کمیسیون امنیت ملی و سیاست خارجی مجلس شورای اسلامی بوده است.

## سوابق سیاسی
عمویی توانست در یازدهمین انتخابات مجلس شورای اسلامی با کسب ۷۹۲ هزار و ۹۶۴ رأی، به عنوان نفر نهم از حوزه انتخابیه تهران، ری، شمیرانات، اسلامشهر و پردیس از استان تهران انتخاب گردد.
طبق آمار موجود در سامانه شفافیت آرای نمایندگان مجلس شورای اسلامی، در 2046 مورد عملکرد  ابوالفضل عموئی ثبت شده است؛ که بر همین اساس وی در 68 درصد جلسات حاضر بوده‌ و در 32 درصد نیز حضور نداشته‌ است. عموئی در مدت حضور خود در مجلس شورای اسلامی، در 1392 مورد رای‌گیری مشارکت کرده است، که از این تعداد 869 رای موافق، 260 رای مخالف و 15 رای نیز ممتنع بوده‌اند. وی در 248 مورد نیز، علی‌رغم حضور در مجلس، عدم مشارکت داشته‌ است.